# マレビトの会
マレビトの会は日本の演劇カンパニー。劇作家・演出家の松田正隆が主宰し、2003年に設立、2004年に第一回公演『島式振動器官』を上演。

## 概要
2003年、舞台芸術の可能性を模索する集団として設立。代表の松田正隆の作・演出により、2004年5月に第1回公演『島式振動器官』を上演する。2007年に発表した『クリプトグラフ』では、カイロ・北京・上海・デリーなどを巡演。2009, 10年に被爆都市である広島・長崎をテーマとした「ヒロシマ―ナガサキ」シリーズ（『声紋都市―父への手紙』、『PARK CITY』、『HIROSHIMA―HAPCHEON：二つの都市をめぐる展覧会』）を上演。2012年には、前年の3月に発生した震災と原発事故以後のメディアと社会の関係性に焦点を当てた『アンティゴネーへの旅の記録とその上演』を発表した。
「ヒロシマ―ナガサキ」シリーズ以降、集団創作に重きを置くとともに、展覧会形式での上演や、現実の街中での上演、インターネット上のソーシャルメディアを用いた上演など、既存の上演形式にとどまらない、様々な演劇表現の可能性を追求している。

## 公演リスト
『島式振動器官』（2004／アトリエ劇研・こまばアゴラ劇場）
『蜻蛉』（2004／アトリエ劇研、2005／京都府立文化芸術会館・第一回「新・KYOTO芸術大賞」本選参加作品）
『王女A』（2005／アトリエ劇研・こまばアゴラ劇場）
『パライゾノート』（2006／アトリエ劇研、2007／月の舞台、2008／七ツ寺共同スタジオ）
『アウトダフェ』（2006／アイホール・シアタートラム ）
『クリプトグラフ』（2007／MIAMI THEATER［カイロ］・アトリエ劇研・Post-SARS Theatre［北京］・Down-Stream Garage［上海］、2008／Abhimanch Theater [デリー]・Sangeet Natak Akademi [ラクナウ]）
シリーズ「戯曲との出会い」vol.1『血の婚礼』（2008／アトリエ劇研）
『声紋都市ー父への手紙』（2009／アイホール・東京芸術劇場 小ホール1[*FESTIVAL/TOKYO'09参加作品] ）
『PARK CITY』（2009／山口情報芸術センター[YCAM]・滋賀県立芸術劇場 びわ湖ホール）
『都市日記 maizuru』（2009／舞鶴赤れんが倉庫2号倉庫）
シリーズ「戯曲との出会い」vol.2『ユビュ王』（2010／アートコンプレックス1928）
『HIROSHIMA-HAPCHEON：二つの都市をめぐる展覧会』（2010／京都芸術センター KYOTO EXPERIMENT参加作品・自由学園明日館FESTIVAL/TOKYO'10参加作品）
『マレビト・ライブ「Ｎ市民　緑下家の物語」vol.1』（2011／京都市内各所）
『マレビト・ライブ「Ｎ市民　緑下家の物語」vol.2』（2011／京都市内各所）
『マレビト・ライブ「Ｎ市民　緑下家の物語」vol.3』（2011／元・立誠小学校、および、その周辺）
『マレビト・ライブ「Ｎ市民　緑下家の物語」vol.1〜3 総集編』（2011／京都芸術センター講堂）
『マレビト・ライブ「Ｎ市民　緑下家の物語」 番外編』（2011／京都市内各所）
『マレビト・ライブ「N市民　稲光は東京スカイツリーに兄のファルスを見た」 東京編』（2012／東京都内各所）
『アンティゴネーへの旅の記録とその上演』（2012／にしすがも創造舎 FESTIVAL/TOKYO'12参加作品）